# Hieronim Noskowski
Hieronim Noskowski herbu Zaremba – rotmistrz piechoty koronnej, dworzanin królewski, dowódca artylerii polskiej.

## Życiorys
Daty życia nieznane. Pochodził ze szlacheckiej rodziny Noskowskich herbu Zaremba z województwa poznańskiego. Osiadł w księstwie oświęcimskim, posiadał tam majątek ziemski Ślemień, który sprzedał w 1545 Janowi i Wawrzyńcowi Komorowskim.
Z zawodu żołnierz, był także dworzaninem króla Zygmunta Starego. W 1509 został rotmistrzem królewskim, sformował na podstawie listu przypowiedniego chorągiew piechoty, na której czele pozostawał do 1538. W 1531 wziął udział w wyprawie hetmana Jana Tarnowskiego na Pokucie, przeciw hospodarowi mołdawskiemu Rareszowi. Jego chorągiew piechoty liczyła w tej kampanii 114 drabów i 1 jeźdźca. Walczył w bitwie pod Obertynem. W latach 1534–1537 dowodził artylerią koronną, pełnił funkcję starszego nad armatą.
W 1538 brał udział w oblężeniu Chocimia, dowodził wówczas artylerią i rotą piechoty.